# Ben Sasse
Ben Sasse, właśc. Benjamin Eric Sasse (ur. 22 lutego 1972 w Plainview, Nebraska) – amerykański polityk i administrator akademicki pełniący rolę rektora Uniwersytetu Florydy. Były senator ze stanu Nebraska w latach 2015–2023, członek Partii Republikańskiej.